# Hoher Panzerwels
Der Hohe Panzerwels (Brochis britskii, Syn.: Corydoras britskii) ist eine Fischart aus der Familie der Panzer- und Schwielenwelse (Callichthyidae), die im Stromgebiet des oberen Río Paraguay, im gebirgigen Hochland des brasilianischen Bundesstaates Mato Grosso vorkommt.

## Merkmale
Er kann eine maximale Länge von 9 bis 10 cm erreichen. Im Vergleich zum sehr ähnlichen Smaragdpanzerwels (Brochis splendens) hat er eine kürzere Schnauze und größere Augen. Oberhalb der Körpermittellinie zählt man beim Hohen Smaragdpanzerwels 26 Knochenplatten (24 bei Brochis splendens), unterhalb sind es 23 (22 bei Brochis splendens) und nur eine Knochenplatte (ein bis zwei bei Brochis splendens) trennt die Rückenflosse von der Fettflosse.
- Flossenformel: Dorsale i/15–18, Anale 7, Pectorale i/10.